# 악몽
악몽(惡夢) 또는 나쁜 꿈은 강하고도 부정적인 반응을 일으킬 수 있는 기분 나쁜 꿈을 가리키며 공포뿐 아니라 슬픔, 분노를 동반하기도 한다.
악몽은 일반적으로 두려움뿐만 아니라 절망, 불안, 혐오 또는 슬픔과 같은 마음의 강한 감정적 반응을 유발할 수 있는 불쾌한 꿈이다. 꿈에는 불편함, 심리적 또는 신체적 공포 또는 공황 상황이 포함될 수 있다. 악몽을 꾼 후에는 종종 고통스러운 상태로 깨어나 짧은 시간 동안 다시 잠을 자지 못할 수 있다. 반복되는 악몽은 수면 패턴을 방해하고 불면증을 유발할 수 있으므로 의학적 도움이 필요할 수 있다.
악몽은 불편한 자세로 잠을 자거나 열이 나는 것과 같은 신체적 원인이 있을 수도 있고, 스트레스나 불안과 같은 심리적 원인이 있을 수도 있다. 신체의 신진대사와 뇌 활동을 증가시키는 잠자기 전 식사는 악몽에 대한 잠재적인 자극이 될 수 있다.
어린이(5~12세)의 악몽 유병률은 20~30%, 성인의 경우 8~30%이다. 일반적인 언어에서 악몽의 의미는 나쁜 상황이나 무서운 괴물이나 사람과 같은 많은 나쁜 것들에 대한 은유로 확장되었다.

## 같이 보기
- 야경증
- 거짓 깨어남
- 악몽 에피소드